# Nikolaus II. Sachau
Nikolaus Sachau (auch Nicolaus Sachow, Czachow; * um 1385 in Lübeck; † 11. Oktober 1449 ebenda) war ein deutscher Rechtsgelehrter und als Nikolaus II. von 1439 bis 1449 Bischof von Lübeck.

## Leben
Sachau hatte als Lübecker Kleriker ein Studium in Italien absolviert, wo wir ihn am 14. April 1411 an der Universität Bologna finden. In Italien hatte er sich offenbar auch den akademischen Grad eines Magisters und eines juristischen Baccalaureus des geistlichen Rechts erworben. Zurückgekehrt in seine Heimat, scheint er eine Vikarie erhalten zu haben, die mit der Pfarre St. Georg in Genin verbunden war. Er wurde 1421 Dompropst am Schleswiger Dom. 1437 ist er dann als Domdekan am Lübecker Domkapitel, sowie als dessen Scholaster nachgewiesen. Nachdem er 1438 als Generalvikar des Bischofs von Lübeck tätig geworden war, wurde er am 24. Oktober 1439 zum Bischof von Lübeck gewählt. Am 7. November 1439 erhielt er die päpstliche Bestätigung, und am 16. Januar 1440 wurde er vom Erzbischof von Hamburg-Bremen Baldwin II. von Wenden zum Bischof geweiht.
Er war ein Mann von vielen Kenntnissen, hellem Verstand und manchen anderen guten Eigenschaften. Der einstige Sprecher der deutschen Nation auf dem Konzil von Basel (7. Mai 1437) wird von Historikern als weitsichtig gewertet. In seiner Regierungszeit legte er 4000 Mark Lübisch aus seinen eigenen Mitteln auf Renten zum Besten der Armen, ließ die schon ganz verfallenen Siechenhäuser in Schwartau und Oldenburg in Holstein auf seine Kosten wieder herrichten und schenkte den dortigen Armen ein jährliches Almosen.
Den einst vom Bischof Heinrich II. Bochholt in Lübeck erbauten Bischofssitz vergrößerte er mit einem Seitenflügel, worin verschiedene Zimmer und eine Hauskapelle angelegt wurden, wie dieser auch mit einigen Nebengebäuden versehen worden ist. In seiner Residenz Eutin ließ er verschiedene Gebäude mit großen Kosten erbauen, vermehrte auch die bischöflichen Tafelgüter durch den Ankauf des Dorfes Klenzau für 1100 Mark Lübisch, zusammen mit dem Hof Rikenbeke und am Krummsee gelegenen Ländereien für 900 Mark Lübisch und einiger Ländereien von dem Kartäuser Kloster Ahrensbök für 1000 Mark Lübisch.
Als bewanderter Rechtsgelehrter hat er viele Differenzen durch Schiedssprüche beigelegt. Ein Jahr vor seinem Tode wurde er vom Domkapitel in Riga als Nachfolger von Henning Scharpenberg zum Erzbischof von Riga erwählt, jedoch lehnte er die Berufung ab und der vom Deutschen Orden favorisierte Silvester Stodewescher setzte sich als Nachfolger Scharpenbergs durch. Bischof Sachau stiftete in seinem Testament einige Vermächtnisse, vermehrte die bischöflichen Tafelgüter und hinterließ seinen Nachfolgern eine nicht unbedeutende Bibliothek über weltliches und kanonisches Recht.
Bischof Sachau wurde in der kurz zuvor aus Mitteln des Nachlasses des Dompropstes Bertold Dives († 1436 in mecklenburgischer Gefangenschaft) neu geschaffenen Marientiden-Kapelle des Lübecker Doms östlich des Chors bestattet.

## Werke
- Lectura super Decretalibus
- Consiliorum diversorum volumen ingens